# Nephele densoi
Nephele densoi är en fjärilsart som beskrevs av Wilhelm Moritz Keferstein 1870. Nephele densoi ingår i släktet Nephele och familjen svärmare. Inga underarter finns listade i Catalogue of Life.